# Annie Belle
Annie Belle, pseudonimo di Annie Sylvie Brilland (Parigi, 10 dicembre 1956 – Lannemezan, 27 gennaio 2024), è stata un'attrice francese.

## Biografia
Ebbe il suo periodo di notorietà negli anni settanta e ottanta, spaziando tra vari generi ed interpretando varie pellicole nel genere horror (Rosso sangue, Luna di sangue, con Zora Kerowa, Fuga dall'arcipelago maledetto), ai film di genere erotico, come Laure, Velluto nero, La fine dell'innocenza, fino a L'alcova, con Lilli Carati. Altri titoli di rilievo furono La notte dell'alta marea e Un giorno alla fine di ottobre. Al fianco di Marcello Mastroianni fu sia in Mogliamante che ne Il mondo nuovo, mentre in Nanà (1983), diretto da Dan Wolman, recitò in una parte di un film tratto dal romanzo di Émile Zola, al fianco di Katya Berger. 
Passato il periodo degli horror e dei film erotici, Annie Belle entrò nel genere della commedia con pellicole, come Al bar dello sport (al fianco di Lino Banfi e Jerry Calà) e La compagna di viaggio. Da segnalare anche la partecipazione ai melodrammatici L'ammiratrice, 'O surdato 'nnammurato, Zampognaro innamorato e Pronto... Lucia, entrambi con la regia di Ciro Ippolito. 
Tra gli ultimi film girati da Annie Belle, La venexiana di Mauro Bolognini, accanto a Laura Antonelli. 
Morì a Lannemezan, nel dipartimento degli Alti Pirenei, il 27 gennaio 2024 all'età di 67 anni.

## Filmografia

### Cinema
- Schiave del piacere (Tout le monde il en a deux/Bacchanales sexuelles), regia di Jean Rollin (1974)
- I piloti del sesso (Le rallye des joyeuses), regia di Alain Nauroy (1974)
- Lèvres de sang, regia di Jean Rollin (1975)
- La fine dell'innocenza, regia di Massimo Dallamano (1976)
- Laure, regia di Louis-Jacques Rollet-Andriane e Roberto D'Ettorre Piazzoli (1976)
- Il colpaccio, regia di Bruno Paolinelli (1976)
- Velluto nero, regia di Brunello Rondi (1976)
- Un giorno alla fine di ottobre, regia di Paolo Spinola (1977)
- La notte dell'alta marea, regia di Luigi Scattini (1977)
- Climax, regia di Francisco Lara Polop (1977)
- Mogliamante, regia di Marco Vicario (1977)
- Switch, regia di Giuseppe Colizzi (1978)
- Molto di più, regia di Mario Lenzi (1980)
- La casa sperduta nel parco, regia di Ruggero Deodato (1980)
- La compagna di viaggio, regia di Ferdinando Baldi (1980)
- Rosso sangue, regia di Joe D'Amato (1981)
- Fuga dall'arcipelago maledetto (Tiger Joe), regia di Antonio Margheriti (1981)
- American Blue Jeans, regia di David Fisher (1982)
- Il mondo nuovo, regia di Ettore Scola (1982)
- Pronto... Lucia, regia di Ciro Ippolito (1982)
- L'ammiratrice, regia di Romano Scandariato (1983)
- Al bar dello sport, regia di Francesco Massaro (1983)
- Nanà, regia di Dan Wolman (1983)
- 'O surdato 'nnammurato, regia di Ninì Grassia (1983)
- Zampognaro innamorato, regia di Ciro Ippolito (1983)
- Uccelli d'Italia, regia di Ciro Ippolito (1984)
- L'alcova, regia di Joe D'Amato (1985)
- La venexiana, regia di Mauro Bolognini (1985)
- La croce dalle sette pietre, regia di Marco Antonio Andolfi (1987)

### Televisione
- La nouvelle malle des Indes, regia di Christian-Jaque – miniserie TV (1981)
- Storia d'amore e d'amicizia, regia di Franco Rossi – miniserie TV (1982)
- Il passo falso, regia di Paolo Poeti – film TV (1983)
- Quei trentasei gradini, regia di Luigi Perelli – miniserie TV (1984)
- Quo vadis?, regia di Franco Rossi – miniserie TV (1985)
- La voglia di vincere, regia di Vittorio Sindoni – miniserie TV (1987)
- Gli indifferenti, regia di Mauro Bolognini – miniserie TV (1988)
- Luna di sangue, regia di Enzo Milioni – film TV (1988)

## Doppiatrici italiane
- Serena Verdirosi in Laure, La notte dell'alta marea
- Vittoria Febbi in La casa sperduta nel parco